# Tachibana Kōzaburō

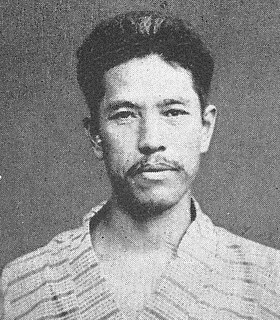
Tachibana Kōzaburō

Tachibana Kōzaburō (japanisch 橘 孝三郎; geboren 18. März 1893 in Mito, Präfektur Ibaraki; gestorben 30. März 1974 in der Präfektur Aichi) war ein japanischer ultranationaler Agrarreformer.

## Leben und Wirken
Tachibana Kōzaburō studierte europäische Literatur an der „1. Höheren Schule Tokio“. Unter dem Einfluss von Tolstois und Carpenters Schriften, Millets Gemälden usw. stellte er die moderne zivilisierte Gesellschaft in Frage, verließ die Schule und kehrte in seine Heimatstadt zurück. Dort gründete er 1915 das Kyōdai mura (兄弟村 ‚Dorf der Brüder‘). Diese utopische Gemeinschaft wurde die Grundlage für eine Kooperative, die er 1929 gründete, und für eine Schule – Aikyō-juku (愛郷塾 ‚Schule der Heimatliebe‘), die er mit Hayashi Shōzō (林 正三) und anderen 1931 errichtete und deren Leitung er selbst übernahm.
Tachibanas Studenten beteiligten sich an dem Zwischenfall am 15. Mai des Jahres 1932, einem Putsch-Versuch junger Militärs in Tokio, in dessen Folge Tachibana zu einer lebenslänglichen Haftstrafe verurteilt, aber nach sechs Jahren Haft 1940 begnadigt wurde. Nach dem Zweiten Weltkrieg wurde Aikyō-juku als Homoto-Farm (報本農場 Homoto nōjō) wiederbelebt. Während Tachibana die Farm bewirtschaftete, beteiligte er sich weiter an der Bauernbewegung.
Tachibana glaubte daran, dass die Essenz eines japanischen Lebens „gegenseitige Liebe und Zusammenarbeit“ sei. Das waren Qualitäten, die er hauptsächlich in ländlichen Gemeinden gegeben sah. Er verurteilte Großgrundbesitzer auf dem Lande, die ihren Pflichten nicht nachkamen, hielt aber die Kluft zwischen Stadt und Dorf für die entscheidende soziale Spaltung in Japan.